# IIHF Continental Cup 2018-2019
La IIHF Continental Cup 2018-2019 è la 22ª edizione del torneo organizzato, come di consueto, dalla Federazione internazionale di hockey su ghiaccio.

## Formula
La formula è invariata. Delle 17 squadre iscritte, le quattro con il ranking più basso disputano il turno preliminare (proprio a causa dell'entrata in questa stagione di team con ranking più elevato, dopo svariati anni, il team italiano deve disputare anche il secondo turno prima di accedere all'eventuale terzo turno); la vincente si qualifica ad uno dei due gironi del secondo turno, assieme alle sette squadre successive nel ranking. Le vincitrici dei due gironi si qualificano al terzo turno, assieme alle sei squadre con il ranking più elevato; anche in questo caso, i gironi sono due, e le squadre classificate ai primi due posti di ciascun girone hanno accesso alla final four.
La squadra vincitrice ha diritto a partecipare alla successiva Champions Hockey League, previa formale accettazione da parte del board della CHL.

## Primo turno

### Gruppo A
Il primo turno si è disputato a Sofia, Bulgaria, dal 28 al 30 settembre 2018. Per la prima volta una squadra islandese è riuscita a superare il turno.
| Sofia 28 settembre 2018, ore 16:00 UTC+3 | Zeytinburnu Belediyesi | 4 – 0 (1:0, 2:0; 1:0) referto | HC Bat Yam | Winter Sports Palace (50 spett.)\| Arbitro: \| Niclas Lundgaard \| |
| Arbitro:                                 | Niclas Lundgaard       |                               |            |                                                                    |

| Arbitro: | Anton Hladchenko |

|  |                |  |
|  | Shootout 1 – 0 |  |

| Sofia 29 settembre 2018, ore 14:00 UTC+3 | Irbis-Skate Sofia | 8 – 1 (2:1, 1:0; 4:0) referto | HC Bat Yam | Winter Sports Palace (250 spett.)\| Arbitro: \| Nebojsa Ivanov \| |
| Arbitro:                                 | Nebojsa Ivanov    |                               |            |                                                                   |

| Sofia 29 settembre 2018, ore 18:00 UTC+3 | Zeytinburnu Belediyesi | 1 – 6 (0:2, 1:3; 0:1) referto | Vikingar Akureyri | Winter Sports Palace (213 spett.)\| Arbitro: \| Niclas Lundgaard \| |
| Arbitro:                                 | Niclas Lundgaard       |                               |                   |                                                                     |

| Sofia 30 settembre 2018, ore 14:00 UTC+3 | HC Bat Yam     | 0 – 2 (0:0, 0:2; 0:0) referto | Vikingar Akureyri | Winter Sports Palace (150 spett.)\| Arbitro: \| Nebojsa Ivanov \| |
| Arbitro:                                 | Nebojsa Ivanov |                               |                   |                                                                   |

| Sofia 30 settembre 2018, ore 18:00 UTC+3 | Irbis-Skate Sofia | 5 – 2 (3:1; 0:1; 2:0) referto | Zeytinburnu Belediyesi | Winter Sports Palace (619 spett.)\| Arbitro: \| Anton Hladchenko \| |
| Arbitro:                                 | Anton Hladchenko  |                               |                        |                                                                     |

#### Classifica
| Pos. | Squadra                | Pt | G | V | VOT | POT | P | GF | GS | DR  |
| ---- | ---------------------- | -- | - | - | --- | --- | - | -- | -- | --- |
| 1.   | Vikingar Akureyri      | 8  | 3 | 2 | 1   | 0   | 0 | 13 | 5  | +8  |
| 2.   | Irbis-Skate Sofia      | 7  | 3 | 2 | 0   | 1   | 0 | 17 | 8  | +9  |
| 3.   | Zeytinburnu Belediyesi | 3  | 3 | 4 | 0   | 0   | 2 | 7  | 11 | -4  |
| 4.   | HC Bat Yam             | 0  | 3 | 0 | 0   | 0   | 3 | 1  | 14 | -13 |

## Secondo turno

### Gruppo B
Il gruppo B si è disputato a Renon, Italia, dal 19 al 21 ottobre 2018.
| Collalbo 19 ottobre 2018, ore 16:00 UTC+2 | MAC Budapest                  | 8 – 0 (1-0; 6-0; 1-0) referto referto 2 | Stella Rossa | Arena Ritten (75 spett.)\| Arbitri: \| Maris Locans Alexei Roschchyn \| |
| Arbitri:                                  | Maris Locans Alexei Roschchyn |                                         |              |                                                                         |

| Collalbo 19 ottobre 2018, ore 20:00 UTC+2 | Jesenice                       | 1 – 6 (0-3; 1-3; 0-0) referto referto 2 | Renon | Arena Ritten (812 spett.)\| Arbitri: \| Stefan Siegel Tim Tzirtziganis \| |
| Arbitri:                                  | Stefan Siegel Tim Tzirtziganis |                                         |       |                                                                           |

| Collalbo 20 ottobre 2018, ore 16:00 UTC+2 | MAC Budapest                  | 3 – 4 (0-1; 2-2; 1-1) referto referto 2 | Jesenice | Arena Ritten (120 spett.)\| Arbitri: \| Alexei Roshchin Stefan Siegel \| |
| Arbitri:                                  | Alexei Roshchin Stefan Siegel |                                         |          |                                                                          |

| Collalbo 20 ottobre 2018, ore 20:00 UTC+2 | Renon                         | 6 – 4 (2-1; 0-2; 4-1) referto referto 2 | Stella Rossa | Arena Ritten (900 spett.)\| Arbitri: \| Maris Locans Tim Tzirtziganis \| |
| Arbitri:                                  | Maris Locans Tim Tzirtziganis |                                         |              |                                                                          |

| Collalbo 21 ottobre 2018, ore 14:00 UTC+2 | Stella Rossa                     | 2 – 1 (d.t.s.) (0-0; 0-0; 1-1; 1-0) referto referto 2 | Jesenice | Arena Ritten (51 spett.)\| Arbitri: \| Alexei Roshchin Tim Tzirtziganis \| |
| Arbitri:                                  | Alexei Roshchin Tim Tzirtziganis |                                                       |          |                                                                            |

| Collalbo 21 ottobre 2018, ore 18:00 UTC+2 | Renon                      | 4 – 1 (2-0; 1-1; 1-0) referto referto 2 | MAC Budapest | Arena Ritten (825 spett.)\| Arbitri: \| Maris Locans Stefan Siegel \| |
| Arbitri:                                  | Maris Locans Stefan Siegel |                                         |              |                                                                       |

#### Classifica
| Pos. | Squadra      | Pt | G | V | VOT | POT | P | GF | GS | DR  |
| ---- | ------------ | -- | - | - | --- | --- | - | -- | -- | --- |
| 1.   | Renon        | 9  | 3 | 3 | 0   | 0   | 0 | 16 | 6  | +10 |
| 2.   | Jesenice     | 4  | 3 | 1 | 0   | 1   | 1 | 6  | 11 | -5  |
| 3.   | MAC Budapest | 3  | 3 | 1 | 0   | 0   | 2 | 12 | 8  | +4  |
| 4.   | Stella Rossa | 2  | 3 | 0 | 1   | 0   | 2 | 6  | 15 | -9  |

### Gruppo C
Il gruppo C si è giocato a Riga, Lettonia, dal 19 al 21 ottobre 2018.
| Riga 19 ottobre 2018, ore 15:30 UTC+3 | Txuri Urdin                  | 2 – 6 (0-2; 2-3; 0-1) referto | Donbass | Kurbads Ledus Halle (160 spett.)\| Arbitri: \| Djordje Fazekas Alex Lazzeri \| |
| Arbitri:                              | Djordje Fazekas Alex Lazzeri |                               |         |                                                                                |

| Riga 19 ottobre 2018, ore 19:30 UTC+3 | Kurbads Riga         | 9 – 2 (3-0; 4-1; 2-1) referto | Vikingar Akureyri | Kurbads Ledus Halle (173 spett.)\| Arbitri: \| Miha Bajt Mark Kokai \| |
| Arbitri:                              | Miha Bajt Mark Kokai |                               |                   |                                                                        |

| Riga 20 ottobre 2018, ore 14:00 UTC+3 | Donbass                 | 6 – 3 (1-1; 1-1; 4-1) referto | Vikingar Akureyri | Kurbads Ledus Halle (75 spett.)\| Arbitri: \| Mark Kokai Alex Lazzeri \| |
| Arbitri:                              | Mark Kokai Alex Lazzeri |                               |                   |                                                                          |

| Riga 20 ottobre 2018, ore 18:00 UTC+3 | Kurbads Riga              | 8 – 1 (2-0; 5-1; 1-0) referto | Txuri Urdin | Kurbads Ledus Halle (750 spett.)\| Arbitri: \| Miha Bajt Djordje Fazekas \| |
| Arbitri:                              | Miha Bajt Djordje Fazekas |                               |             |                                                                             |

| Riga 21 ottobre 2018, ore 14:00 UTC+3 | Vikingar Akureyri       | 3 – 2 (0-0; 1-1; 2-1) referto | Txuri Urdin | Kurbads Ledus Halle (63 spett.)\| Arbitri: \| Mark Kokai Alex Lazzeri \| |
| Arbitri:                              | Mark Kokai Alex Lazzeri |                               |             |                                                                          |

| Riga 21 ottobre 2018, ore 18:00 UTC+3 | Donbass                   | 1 – 2 (0-0; 0-2; 1-0) referto | Kurbads Riga | Kurbads Ledus Halle (968 spett.)\| Arbitri: \| Miha Bajt Djordje Fazekas \| |
| Arbitri:                              | Miha Bajt Djordje Fazekas |                               |              |                                                                             |

#### Classifica
| Pos. | Squadra           | Pt | G | V | VOT | POT | P | GF | GS | DR  |
| ---- | ----------------- | -- | - | - | --- | --- | - | -- | -- | --- |
| 1.   | Kurbads Riga      | 9  | 3 | 3 | 0   | 0   | 0 | 19 | 4  | +15 |
| 2.   | HC Donbass        | 6  | 3 | 2 | 0   | 0   | 1 | 13 | 7  | +6  |
| 3.   | Vikingar Akureyri | 3  | 3 | 1 | 0   | 0   | 2 | 8  | 17 | -9  |
| 4.   | Txuri Urdin       | 0  | 3 | 0 | 0   | 0   | 3 | 5  | 17 | -12 |

## Terzo turno

### Gruppo D
Il gruppo B si è giocata a Lione, Francia.
| Lione 15 novembre 2018, ore 14:30 UTC+1 | HK Gomel                          | 6 – 2 (3-0; 1-2; 2-0) referto | Kurbads Riga | Patinoire Charlemagne (105 spett.)\| Arbitri: \| Pavel Halas Jr. Lukas Kohlmueller \| |
| Arbitri:                                | Pavel Halas Jr. Lukas Kohlmueller |                               |              |                                                                                       |

| Arbitri: | Krzysztof Kozlowski Miro Smerdelj |

|  |                |  |
|  | Shootout 2 – 3 |  |

| Lione 16 novembre 2018, ore 15:00 UTC+1 | Arlan Kokshetau                 | 4 – 3 (d.t.s.) (1-2; 1-0; 1-1; 1-0) referto | Kurbads Riga | Patinoire Charlemagne (112 spett.)\| Arbitri: \| Lukas Kohlmueller Miro Smerdelj \| |
| Arbitri:                                | Lukas Kohlmueller Miro Smerdelj |                                             |              |                                                                                     |

| Lione 16 novembre 2018, ore 20:00 UTC+1 | HK Gomel                            | 2 – 1 (0-1; 1-0; 1-0) referto | Lions de Lyon | Patinoire Charlemagne (2006 spett.)\| Arbitri: \| Pavel Halas Jr. Krzysztof Koslowski \| |
| Arbitri:                                | Pavel Halas Jr. Krzysztof Koslowski |                               |               |                                                                                          |

| Lione 17 novembre 2018, ore 14:00 UTC+1 | Arlan Kokshetau                       | 3 – 0 (2-0; 1-0; 0-0) referto | HK Gomel | Patinoire Charlemagne (205 spett.)\| Arbitri: \| Lukas Kohlmueller Krzysztof Koslowski \| |
| Arbitri:                                | Lukas Kohlmueller Krzysztof Koslowski |                               |          |                                                                                           |

| Lione 17 novembre 2018, ore 18:00 UTC+1 | Kurbads Riga                  | 3 – 2 (1-1; 0-0; 2-1) referto | Lions de Lyon | Patinoire Charlemagne (1452 spett.)\| Arbitri: \| Pavel Halas Jr. Miro Smerdelj \| |
| Arbitri:                                | Pavel Halas Jr. Miro Smerdelj |                               |               |                                                                                    |

#### Classifica
| Pos. | Squadra         | Pt | G | V | VOT | POT | P | GF | GS | DR |
| ---- | --------------- | -- | - | - | --- | --- | - | -- | -- | -- |
| 1.   | Arlan Kokshetau | 7  | 3 | 1 | 2   | 0   | 0 | 9  | 4  | +5 |
| 2.   | HK Gomel        | 6  | 3 | 2 | 0   | 0   | 1 | 8  | 6  | +2 |
| 3.   | Kurbads Riga    | 4  | 3 | 1 | 0   | 1   | 1 | 8  | 12 | -4 |
| 4.   | Lions de Lyon   | 1  | 3 | 0 | 0   | 1   | 2 | 4  | 7  | -3 |

### Gruppo E
Il gruppo E si è giocato a Belfast, Regno Unito.
| Belfast 15 novembre 2018, ore 15:00 UTC+0 | GKS Katowice                  | 4 – 0 (1-0; 2-0; 1-0) referto | Renon | SSE Arena (200 spett.)\| Arbitri: \| Nicolas Cregut Maksim Razhkou \| |
| Arbitri:                                  | Nicolas Cregut Maksim Razhkou |                               |       |                                                                       |

| Belfast 15 novembre 2018, ore 19:00 UTC+0 | Medveščak Zagabria              | 0 – 4 (0-1; 0-1; 0-2) referto | Belfast Giants | SSE Arena (2929 spett.)\| Arbitri: \| Sergei Sobolev Gints Zviedritis \| |
| Arbitri:                                  | Sergei Sobolev Gints Zviedritis |                               |                |                                                                          |

| Belfast 16 novembre 2018, ore 15:00 UTC+0 | GKS Katowice                  | 2 – 3 (0-2; 1-0; 1-1) referto | Medveščak Zagabria | SSE Arena (642 spett.)\| Arbitri: \| Maksim Razhkou Sergei Sobolev \| |
| Arbitri:                                  | Maksim Razhkou Sergei Sobolev |                               |                    |                                                                       |

| Belfast 16 novembre 2018, ore 19:00 UTC+0 | Belfast Giants                  | 6 – 2 (2-2; 2-0; 2-0) referto | Renon | SSE Arena (3595 spett.)\| Arbitri: \| Nicolas Cregut Gints Zviedritis \| |
| Arbitri:                                  | Nicolas Cregut Gints Zviedritis |                               |       |                                                                          |

| Belfast 17 novembre 2018, ore 15:00 UTC+0 | Renon                         | 1 – 3 (0-1; 0-0; 1-2) referto | Medveščak Zagabria | SSE Arena (578 spett.)\| Arbitri: \| Nicolas Cregut Sergei Sobolev \| |
| Arbitri:                                  | Nicolas Cregut Sergei Sobolev |                               |                    |                                                                       |

| Belfast 17 novembre 2018, ore 19:00 UTC+0 | Belfast Giants                  | 2 – 4 (1-0; 1-2; 0-2) referto | GKS Katowice | SSE Arena (5618 spett.)\| Arbitri: \| Gints Zviedritis Maksim Razhkou \| |
| Arbitri:                                  | Gints Zviedritis Maksim Razhkou |                               |              |                                                                          |

#### Classifica
| Pos. | Squadra            | Pt | G | V | VOT | POT | P | GF | GS | DR  |
| ---- | ------------------ | -- | - | - | --- | --- | - | -- | -- | --- |
| 1.   | Belfast Giants     | 6  | 3 | 2 | 0   | 0   | 1 | 12 | 6  | +6  |
| 2.   | GKS Katowice       | 6  | 3 | 2 | 0   | 0   | 1 | 10 | 5  | +5  |
| 3.   | Medveščak Zagabria | 6  | 3 | 2 | 0   | 0   | 1 | 6  | 7  | -1  |
| 4.   | Renon              | 0  | 3 | 0 | 0   | 0   | 3 | 3  | 13 | -10 |

Belfast Giants e GKS Katowice qualificate per la miglior differenza reti degli scontri diretti.

## Super Final
La disputa della Super Final è stata assegnata a Belfast, che ha battuto la concorrenza di Katowice e Kokshetau. Il torneo si è disputato tra l'11 ed il 13 gennaio 2019.
| Belfast 11 gennaio 2019, ore 15:00 UTC+0 | GKS Katowice              | 2 – 4 (0-3; 2-0; 0-1) referto | Arlan Kokshetau | SSE Arena (1004 spett.)\| Arbitri: \| Martin Frano Andreas Koch \| |
| Arbitri:                                 | Martin Frano Andreas Koch |                               |                 |                                                                    |

| Belfast 11 gennaio 2019, ore 19:00 UTC+0 | Belfast Giants                   | 5 – 0 (1-0; 1-0; 3-0) referto | HK Gomel | SSE Arena (3728 spett.)\| Arbitri: \| Alexandre Garon Ladislav Smetana \| |
| Arbitri:                                 | Alexandre Garon Ladislav Smetana |                               |          |                                                                           |

| Belfast 12 gennaio 2019, ore 15:00 UTC+0 | Arlan Kokshetau                  | 8 – 2 (4-0; 3-1; 1-1) referto | HK Gomel | SSE Arena (1102 spett.)\| Arbitri: \| Gordon Schukies Ladislav Smetana \| |
| Arbitri:                                 | Gordon Schukies Ladislav Smetana |                               |          |                                                                           |

| Belfast 12 gennaio 2019, ore 19:00 UTC+0 | Belfast Giants               | 4 – 2 (1-0; 1-2; 2-0) referto | GKS Katowice | SSE Arena (4572 spett.)\| Arbitri: \| Alexandre Garon Andreas Koch \| |
| Arbitri:                                 | Alexandre Garon Andreas Koch |                               |              |                                                                       |

| Belfast 13 gennaio 2019, ore 13:00 UTC+0 | HK Gomel                      | 0 – 5 (0-2; 0-2; 0-1) referto | GKS Katowice | SSE Arena (726 spett.)\| Arbitri: \| Andreas Koch Ladislav Smetana \| |
| Arbitri:                                 | Andreas Koch Ladislav Smetana |                               |              |                                                                       |

| Arbitri: | Martin Frano Gordon Schukies |

|  |                |  |
|  | Shootout 2 – 1 |  |

### Classifica
| Pos. | Squadra         | Pt | G | V | VOT | POT | P | GF | GS | DR  |
| ---- | --------------- | -- | - | - | --- | --- | - | -- | -- | --- |
| 1.   | Arlan Kokshetau | 8  | 3 | 2 | 1   | 0   | 0 | 15 | 6  | +9  |
| 2.   | Belfast Giants  | 7  | 3 | 2 | 0   | 1   | 0 | 11 | 5  | +6  |
| 3.   | GKS Katowice    | 3  | 3 | 1 | 0   | 0   | 2 | 9  | 8  | +1  |
| 4.   | HK Gomel        | 0  | 3 | 0 | 0   | 0   | 3 | 2  | 18 | -16 |

L'Arlan ha vinto la Continental Cup 2018-2019: si tratta della prima vittoria di una squadra kazaka in questa competizione.
Di norma, la vittoria della Continental Cup dà diritto a partecipare alla successiva Champions Hockey League, previa autorizzazione del consiglio direttivo. Come già annunciato prima della disputa della Super Final, tuttavia, all'Arlan Kokshetau questa autorizzazione è stata negata per motivi logistici.